# Hemerobius nekoi
Hemerobius nekoi is een insect uit de familie van de bruine gaasvliegen (Hemerobiidae), die tot de orde netvleugeligen (Neuroptera) behoort. 
Hemerobius nekoi is voor het eerst wetenschappelijk beschreven door Monserrat in 1996.